# Saab 9-7X
Saab 9-7X — це люксовий позашляховик, який General Motors виготовляла під маркою Saab в США. Ця модель була призначена виключно для ринків США і Канади.

## Опис моделі

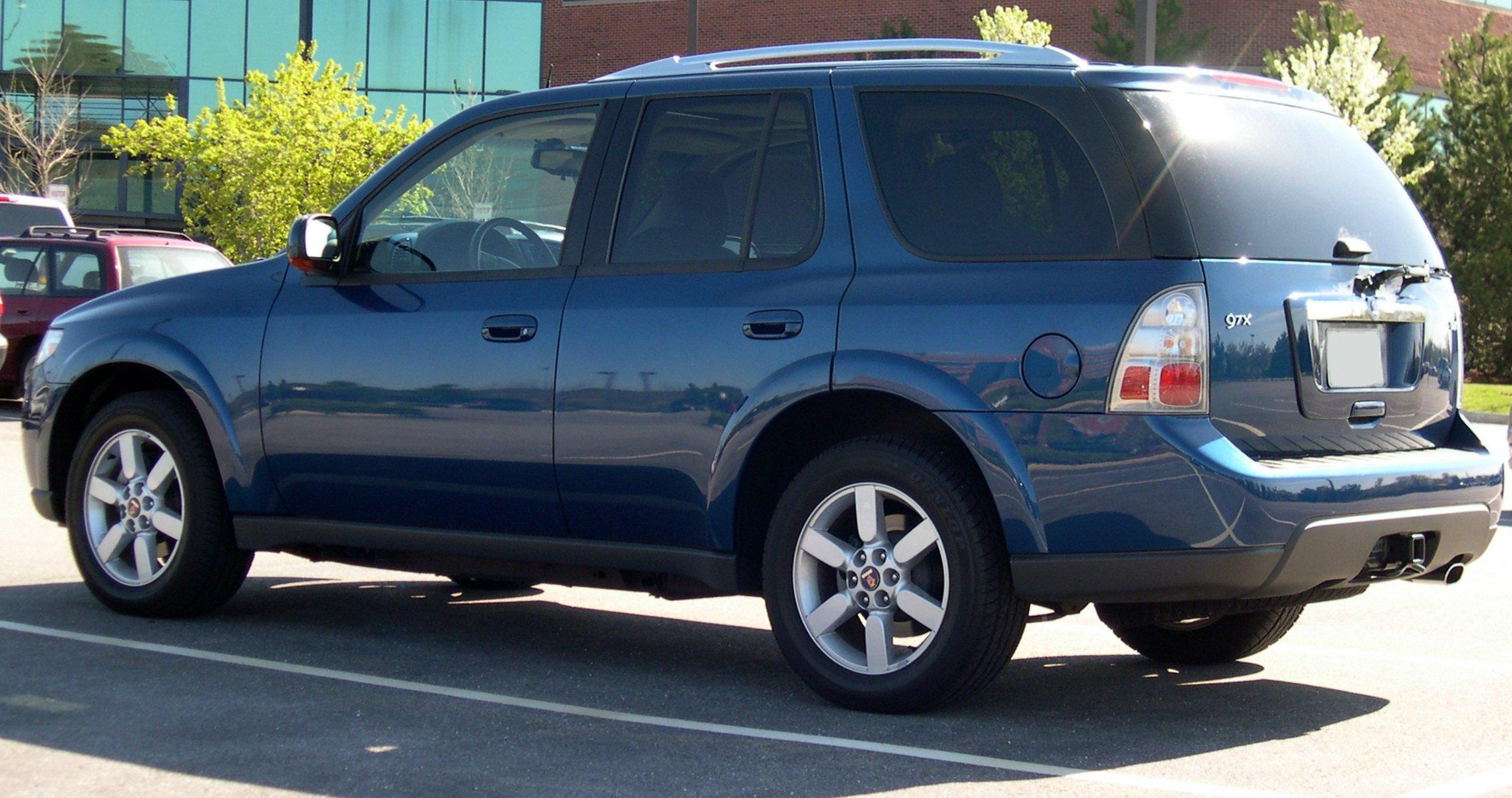
Saab 9-7X

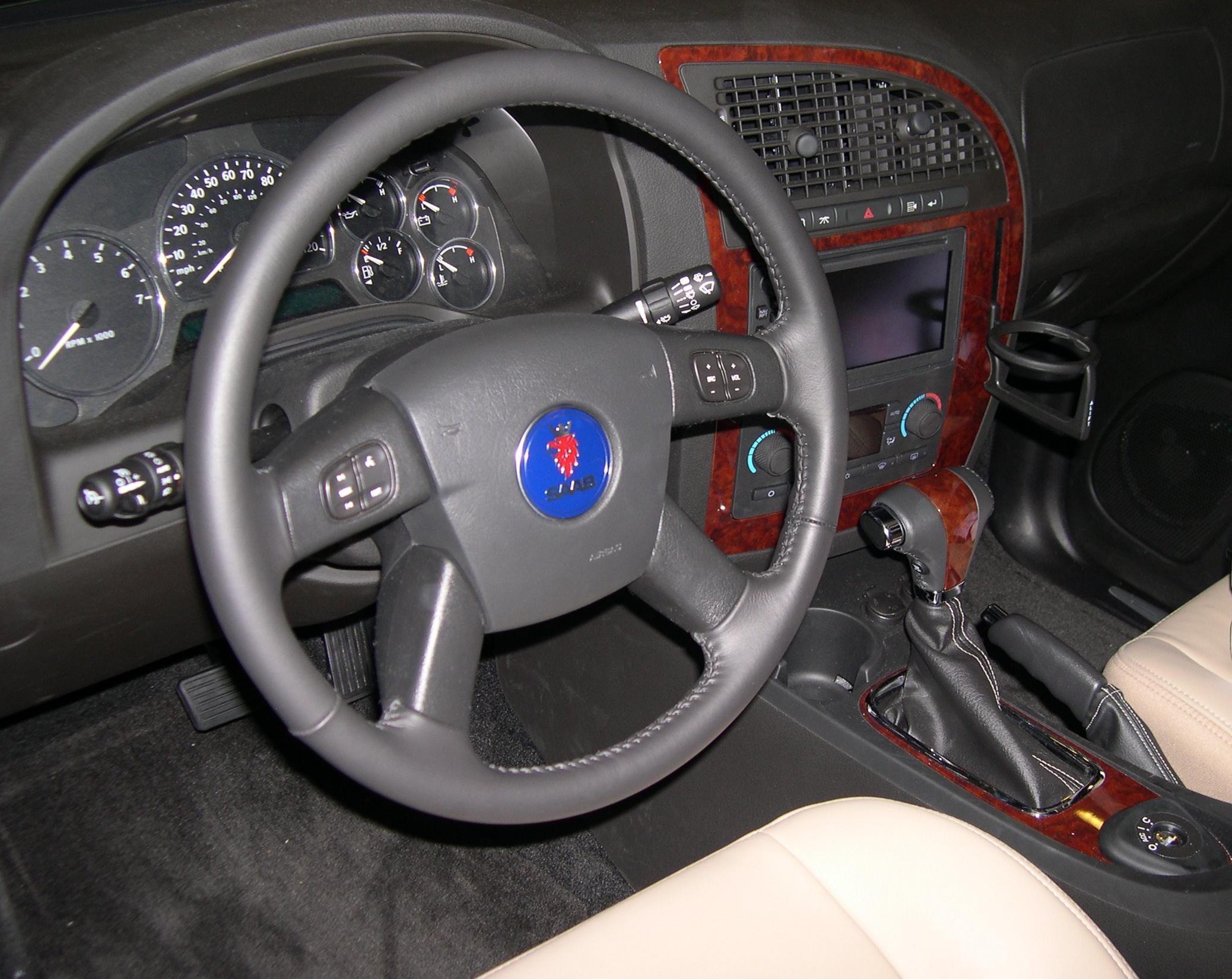
салон Saab 9-7X

В квітні 2004 року на автосалоні в Нью-Йорку було представлено перший SUV в історії марки Saab. Конструкція моделі була побудавана на базі платформи GMT 360, яка була також використана в автомобілях Buick Rainer, Chevrolet TrailBlazer, GMC Envoy, Isuzu Ascender, а також Oldsmobile Bravada.
Виробництво Saaba 9-7X розпочалося на початку 2005 року. В автомобілі було використано американські двигуни: R6 Vortec 4200 LL8 з робочим об'ємом 4157 см3 і потужністю 275 к.с., пропонувався в версіях Linear і V8 Vortec 5300 LH6 з робочим об'ємом 5327 см3 і потужністю 300 к.с. який виступав версією Arc. У 2007 році на ринок потрапила версія моделі, обладнана Aero, в якій було встановлено двигун GM Small-Block LS2 з робочим об'ємом 5970 см3 і потужністю 390 к.с. Незалежно від версії, тяга передається на всі колеса автомобіля 4-ступеневою трансмісією Hydra Matic 4L60-E, обладнаною в керовану електронну надшвидкість.
Виробництво моделі Saab 9-7X закінчилося в грудні 2008 року і пов'язане було з закриттям заводу в Морані, в штаті Огайо.

## Базове та опційне обладнання
Базова модель Saab 9-7X постачається з 4.2-літровим шестициліндровим двигуном, чотириступінчастою автоматичною коробкою передач, повним проводом, шкіряними сидіннями, люком даху, аудіосистемою «Bose» з чейнджером на шість дисків, супутниковим радіо, системою «OnStar», двозонним клімат-контролем, електроприводом вікон, замків та дзеркал, підігрівом передніх сидінь, елементами контролю аудіосистеми на рульовому колесі, пневматичною підвіскою, 18-дюймовими дисками коліс. До переліку стандартних елементів безпеки увійшли: електронний контроль стабільності, антиблокувальні гальма, фронтальні/бічні подушки.
Обравши модель Saab 9-7X з 5.3- літровим двигуном, водій додатково отримує ксенонові головні фари та педалі з електроприводом. Загальними опціями стали навігаційна система та розважальна DVD система для задніх сидінь. Модель 9-7X Aero може похвалитись: 6.0-літровим двигуном, 20-дюймовими колесами, унікальними кольорами екстер’єру та елементами декору інтер’єру. 